# Prima Categoria Sicilia 1961-1962
Il campionato di calcio di Prima Categoria 1961-1962 è stato il V livello del campionato italiano. A carattere regionale, fu il terzo campionato dilettantistico con questo nome dopo la riforma voluta da Zauli del 1958.
Questi sono i gironi organizzati dal Comitato Regionale Siculo per la Regione Siciliana.

## Girone A

### Classifica finale
|  |      | Girone A Sicilia 1961-62                 | Pt      | G  | V  | N  | P  | GF | GS |
|  | ---- | ---------------------------------------- | ------- | -- | -- | -- | -- | -- | -- |
|  | 1.   | Folgore Castelvetrano                    | 43      | 28 | 17 | 9  | 2  | 51 | 12 |
|  | 2.   | Dop.Az. Cantieri Navali Riuniti, Palermo | 42      | 28 | 18 | 6  | 4  | 47 | 15 |
|  | 3.   | U.S. Sciacca, Sciacca                    | 42      | 28 | 18 | 6  | 4  | 48 | 17 |
|  | 4.   | Pol. Partinicaudace, Partinico           | 36      | 28 | 12 | 12 | 4  | 51 | 24 |
|  | 5.   | S.S. Milazzo, Milazzo                    | 35      | 28 | 15 | 5  | 8  | 41 | 20 |
|  | 6.   | A.S. Ribera, Ribera                      | 35      | 28 | 13 | 9  | 6  | 42 | 23 |
|  | 7.   | A.S. Termitana, Termini Imerese          | 32      | 28 | 10 | 12 | 6  | 39 | 31 |
|  | 8.   | U.S. Saponara, Saponara (-1)             | 24      | 28 | 8  | 9  | 11 | 38 | 47 |
|  | 9.   | Valdese Mondello                         | 24      | 28 | 8  | 8  | 12 | 40 | 41 |
|  | 10.  | C.S. Lipari, Lipari                      | 22      | 28 | 8  | 6  | 14 | 22 | 43 |
|  | 11.  | Pol. Licata, Licata                      | 21      | 28 | 5  | 11 | 12 | 22 | 46 |
|  | 12.  | Fulmine Marsala                          | 21      | 28 | 8  | 5  | 15 | 26 | 38 |
|  | 13.  | Stella Maris (-1)                        | 20      | 28 | 5  | 11 | 12 | 19 | 33 |
|  | 14.  | Tricolore                                | 19      | 28 | 5  | 9  | 14 | 19 | 43 |
|  | 15.  | A.S. Canicattì, Canicattì ( -2 )         | 2       | 28 | 0  | 2  | 26 | 7  | 79 |
|  | ---. | A.C. Caltanissetta, Caltanissetta        | Esclusa |    |    |    |    |    |    |

## Girone B

### Classifica finale
|  |     | Girone B Sicilia 1961-62                 | Pt | G  | V  | N  | P  | GF | GS |
|  | --- | ---------------------------------------- | -- | -- | -- | -- | -- | -- | -- |
|  | 1.  | Pol. Paternò, Paternò                    | 48 | 28 | 20 | 8  | 0  | 69 | 13 |
|  | 2.  | U.S. Ragusa, Ragusa                      | 47 | 28 | 21 | 5  | 2  | 66 | 10 |
|  | 3.  | S.S. Leonzio, Lentini                    | 40 | 28 | 18 | 4  | 6  | 55 | 24 |
|  | 4.  | A.S. Floridia, Floridia                  | 33 | 28 | 12 | 9  | 7  | 36 | 20 |
|  | 5.  | S.S. Giarre, Giarre                      | 28 | 28 | 11 | 6  | 11 | 53 | 38 |
|  | 6.  | Odeon Siracusa (-2)                      | 28 | 28 | 10 | 10 | 8  | 36 | 32 |
|  | 7.  | U.S. Vittoria, Vittoria                  | 27 | 28 | 10 | 7  | 11 | 34 | 38 |
|  | 8.  | A.C. Massiminiana, Catania (-10)         | 25 | 28 | 13 | 9  | 6  | 46 | 25 |
|  | 9.  | A.P. Vizzini, Vizzini                    | 25 | 28 | 10 | 5  | 13 | 38 | 43 |
|  | 10. | U.S. Avola, Avola                        | 22 | 28 | 6  | 10 | 12 | 19 | 37 |
|  | 11. | A.S. Augusta, Augusta                    | 21 | 28 | 4  | 13 | 11 | 36 | 50 |
|  | 12. | S. S. Fiamma Paternò, Paternò ( -1 )     | 19 | 28 | 6  | 8  | 14 | 26 | 42 |
|  | 13. | A.S. Canicattini, Canicattini Bagni (-1) | 16 | 28 | 5  | 7  | 16 | 22 | 43 |
|  | 14. | U.S. Virtus Ispica, Ispica               | 16 | 28 | 5  | 6  | 17 | 20 | 84 |
|  | 15. | U.S. Terranova Gela, Gela ( -3 )         | 8  | 28 | 2  | 7  | 19 | 12 | 69 |

## Finali regionali
- (1962) andata: Folgore Castelvetrano - Paternò 1-0.
- (1962) ritorno: Paternò - Folgore Castelvetrano 1-0.
- (1962) spareggio (campo neutro di Licata): Folgore Castelvetrano - Paternò 0-2 (gol di Checchi e Filippi)

## Verdetti finali
- Il Paternò è promosso in Serie D.
- Il Paternò è ammesso alla fase finale del Campionato Dilettanti.